# South Whittier
South Whittier è un census-designated place (CDP) degli Stati Uniti d'America, situato in California, nella contea di Los Angeles.